# 니케니케 부로바라부

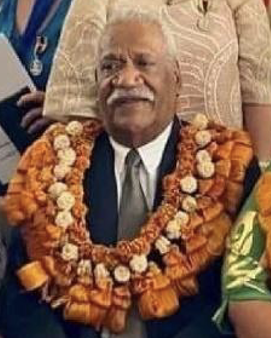
2022년 모습

니케니케 부로바라부(Nikenike Vurobaravu, 1951년 12월 3일 ~ )는 바누아투의 외교관이자 정치인으로 2022년 7월 23일부터 바누아투의 대통령을 역임했다. 이전에는 피지 최초의 상주 고등 판무관을 포함하여 수많은 외교 및 정부 직책을 맡았으며 당선되었다. 2022년 7월에 열리는 2022년 바누아투아 대통령 선거 8차 투표에서 대통령으로 선출된다. 그는 바누아아쿠당(VP)의 일원이다.